# Naiv realism

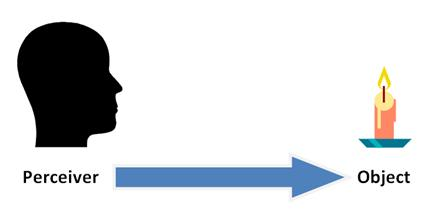
Naiv realism hävdar att vi uppfattar världen direkt.

Naiv realism, även benämnd direkt realism, perceptuell realism eller sunt förnuftsrealism, är en term som används inom filosofin för att beteckna uppfattningen att verkligheten är i huvudsak sådan som våra sinnen visar oss. När den kallas direkt realism, kontrasteras naiv realism ofta med indirekt realism.
Enligt den naiva realisten är perceptionsobjekten inte representationer av externa objekt, utan är i själva verket de externa objekten själva. Den naiva realisten är typiskt också en metafysisk realist, och håller fast vid att dessa objekt fortsätter att lyda fysikens lagar och behåller alla sina egenskaper oavsett om det finns någon att observera dem eller inte. De är sammansatta av materia, upptar utrymme och har egenskaper, såsom storlek, form, textur, lukt, smak och färg, som vanligtvis uppfattas korrekt. Den indirekta realisten, däremot, menar att perceptionsobjekten helt enkelt är representationer av verkligheten baserade på sensoriska input, och håller sig således till den primära/sekundära kvalitetsskillnaden när det gäller att tillskriva externa objekt egenskaper.
Förutom indirekt realism kan naiv realism också ställas i kontrast till vissa former av idealism, som hävdar att ingen värld existerar förutom sinneberoende idéer, och vissa former av filosofisk skepticism, som säger att vi inte kan lita på våra sinnen eller bevisa att vi inte är radikalt vilseledda i vår tro, eller att vår medvetna upplevelse inte är av den verkliga världen utan av en inre representation av världen.

## Översikt
Den naiva realisten är i allmänhet engagerad i följande åsikter:
- Metafysisk realism: Det finns en värld av materiella objekt, som existerar oberoende av att de uppfattas och som har egenskaper som form, storlek, färg, massa och så vidare oberoende av att de uppfattas.
- Empiri: Vissa påståenden om dessa objekt kan vara kända för att vara sanna genom sensorisk erfarenhet
- Naiv realism: Med hjälp av våra sinnen uppfattar vi världen direkt, och i stort sett som den är, vilket betyder att våra anspråk på att ha kunskap om den är berättigade.

Bland samtida analytiska filosofer som försvarade direkt realism kan nämnas till exempel Hilary Putnam, John McDowell, Galen Strawson, John R. Searle, och John L. Pollock.
Searle, till exempel, ifrågasätter det populära antagandet att "vi bara kan direkt uppfatta våra egna subjektiva upplevelser, men aldrig objekt och tillstånd i världen själva". Enligt Searle har det påverkat många tänkare att förkasta direkt realism. Men Searle hävdar att förkastandet av direkt realism är baserat på ett dåligt argument: argumentet från illusion, som i sin tur bygger på vaga antaganden om arten eller existensen av "sensdata". Olika sensdatateorier dekonstruerades 1962 av den brittiske filosofen J.L. Austin i en bok med titeln Sense and Sensibilia.
Talet om sinnesdata har idag till stor del ersatts av tal om representativ perception i bredare bemärkelse, och vetenskapliga realister ser vanligtvis perception som representativ och antar därför att indirekt realism är sann. Men antagandet är filosofiskt, och det är inte mycket som hindrar vetenskapliga realister från att anta att direkt realism är sann. I ett blogginlägg om "Naive realism and color realism" sammanfattar Hilary Putnam med följande ord: "Being a apple is not a natural kind in physics, but it is in biologi, recall. Being complex and of no interest to fundamentally physics isn't a failure to be "real". I think green is as real as applehood."
Den direkta realisten hävdar att upplevelsen av en solnedgång, till exempel, är den verkliga solnedgången som vi direkt upplever. Den indirekta realisten hävdar att vår relation till verkligheten är indirekt, så upplevelsen av en solnedgång är en subjektiv representation av vad som verkligen är strålning som beskrivs av fysiken. Men den direkta realisten förnekar inte att solnedgången är strålning; upplevelsen har en hierarkisk struktur, och strålningen är en del av vad som motsvarar den direkta upplevelsen.
Simon Blackburn har hävdat att vilka positioner de än kan inta i böcker, artiklar eller föreläsningar, är naiv realism synen på "filosofer när de är lediga".

## Vetenskaplig realism och naiv perceptuell realism
Många filosofer hävdar att det är oförenligt att acceptera naiv realism i perceptionsfilosofin och vetenskaplig realism i vetenskapsfilosofin. Vetenskaplig realism säger att universum bara innehåller de egenskaper som finns med i en vetenskaplig beskrivning av det, vilket skulle innebära att sekundära egenskaper som färg inte är verkliga i sig, och att allt som existerar är vissa våglängder som reflekteras av fysiska objekt på grund av deras mikroskopiska ytstruktur.
John Locke ansåg särskilt att världen bara innehåller de primära egenskaper som finns i en korpuskulär vetenskaplig redogörelse för världen, och att sekundära egenskaper i någon mening är subjektiva och för sin existens beror på närvaron av någon mottagare som kan observera objekten.

## Inflytande inom psykologi
Naiv realism i filosofin har också inspirerat arbete med visuell uppfattning i psykologi. Den ledande direkta realistiska teoretikern inom psykologi var James J. Gibson. Andra psykologer var starkt influerade av detta tillvägagångssätt, såsom William Mace, Claire Michaels, Edward S. Reed, och Robert Shaw. På senare tid har Carola Fowler främjat en direkt realistisk inställning till taluppfattning.